# Le Fils de l'Aigle noir
Pour plus de détails, voir Fiche technique et Distribution.
Le Fils de l'Aigle noir (Il figlio di Aquila Nera) est un film de cape et d'épée italien réalisé par Guido Malatesta et sorti en 1968.
Le film est produit sur la vague des succès de L'Aigle noir (1946) et de La Vengeance de l'Aigle noir (1951) de Riccardo Freda, d'après le roman Doubrovski (1841) d'Alexandre Pouchkine.

## Synopsis
Malgré sa réputation frivole, le comte Alessio dirige un groupe de rebelles et combat l'injustice comme l'a fait son père, le légendaire Aigle noir. 

## Fiche technique
- Titre original italien : Il figlio di Aquila Nera[2]
- Titre français : Le Fils de l'Aigle noir[3]
- Réalisateur : Guido Malatesta (sous le nom de « James Reed »)
- Scénario : Umberto Lenzi, Gianfranco Clerici, Guido Malatesta, Piero Pierotti
- Photographie : Augusto Tiezzi
- Montage : Jolanda Benvenuti (it)
- Musique : Angelo Francesco Lavagnino
- Décors : Pier Vittorio Marchi
- Costumes : Walter Patriarca (it)
- Production : Fortunato Misiano
- Sociétés de production : Romana Film (it)
- Pays de production :  Italie
- Langue originale : italien
- Format : Couleurs par Eastmancolor - 2,35:1 - Son mono - 35 mm
- Durée : 88 minutes
- Genre : Film de cape et d'épée, aventures historiques
- Dates de sortie :
  - Italie : 23 août 1968
  - France : 25 juin 1969[3]

## Distribution
- Mimmo Palmara (sous le nom de « Dick Palmer ») : Alessio Andrejevic
- Edwige Fenech : Natascia
- Franco Ressel (sous le nom de « Frank Ressel ») : Général Volkonsky
- Ingrid Schoeller : Désirée
- Andrea Aureli (sous le nom de « Andrew Ray ») : Kurban
- Ivy Holzer : Tamara
- Massimo Carocci : Major Benekin
- Loris Gizzi : Procopvic
- Tullio Altamura (en) : Capitaine Romanov
- Silvana Venturelli : Marika
- Rosanna Chiocchia :
- Pietro Tordi : Vanja
- Luciano Catenacci : un officier avec Volkonsky
- Ugo Adinolfi : un officier
- Gualtiero Isnenghi :
- Valentino Macchi : un officier
- Franco Pasquetto : Vassili

## Production
Le tournage du film a eu lieu à Ronciglione (province de Viterbe) ; les intérieurs sont tournés aux studios Incir De Paolis à Rome. 